# Idéhistoriska föreningen vid Stockholms universitet
Idéhistoriska föreningen är en studentförening vid Stockholms universitet som grundades 1984.